# Histoire de France (Bainville)
L'Histoire de France est un livre d'histoire publié en 1924 aux éditions Fayard par l'historien et académicien français Jacques Bainville.

## Contexte
Pendant la Première Guerre mondiale, Bainville publie deux ouvrages qui augmentent sa notoriété : l’Histoire de deux peuples en 1915 et l’Histoire de trois générations en 1918. Leur succès lui permet d'étendre son audience au-delà des cercles du nationalisme intégral. Sa chronique diplomatique dans L’Action française et son essai sur Les Conséquences politiques de la paix lui valent une réputation d’observateur lucide et clairvoyant.

## Présentation
L'Histoire de France de Bainville se rattache davantage au roman national qu'à un travail d'historien. L'éditeur Fayard recherchait d'ailleurs un auteur capable de rédiger une vaste synthèse pour conquérir un plus large public. Il s'agissait de délaisser la technicité des textes d'historiens de métier et plutôt mettre en avant le talent de conteur.
Sa vision catholique et royaliste est influencée par Fustel de Coulanges et Hippolyte Taine mais son récit revêt des « apparences consensuelles, afin de rassembler les Français derrière l’image idéalisée d’un beau XVIIIe siècle gouverné par Louis XV, et d’empêcher le retour des « guerres civiles » et autres « révolutions », mais aussi de dégager des leçons pour le présent ». Le livre se révèle simple à lire, présente un récit linéaire et rassurant de l’histoire de France qui s’impose comme référence.

## Analyse
D'après l'historien Patrice Gueniffey, Bainville entreprend moins d’écrire, ou de réécrire, l’histoire de France que de développer une interprétation politique de l’histoire de France. Il note ainsi que Bainville se rend coupable de nombreux anachronismes, notamment dans la partie consacrée à la guerre de Trente ans et au traité de Westphalie. Bainville se rapproche en cela de ses illustres prédécesseurs du XIXème siècle qui, d’Augustin Thierry à Hippolyte Taine, en passant par François Guizot et Alexis de Tocqueville, étaient eux aussi venus à l’histoire par goût de la politique avec l'ambition d'en saisir ses répercussions sur le présent. À l'instar d'Augustin Thierry, Bainville ne rechigne pas « à rendre vie au passé par des moyens empruntés à la littérature, où il convenait même que l’histoire, réécrite après coup, participe toujours un peu de la légende ».

### Romanisme
Bainville perpétue la thèse des origines romaines de la nation relancée précédemment par Fustel de Coulanges dans le contexte des années 1860. D'après l'historien Sylvain Venayre, « la promotion des origines romaines de la nation s’accordait en effet à l’antigermanisme d’une grande partie de la société française » dans le climat intellectuel de la défaite de 1871.

### Conception de l'histoire

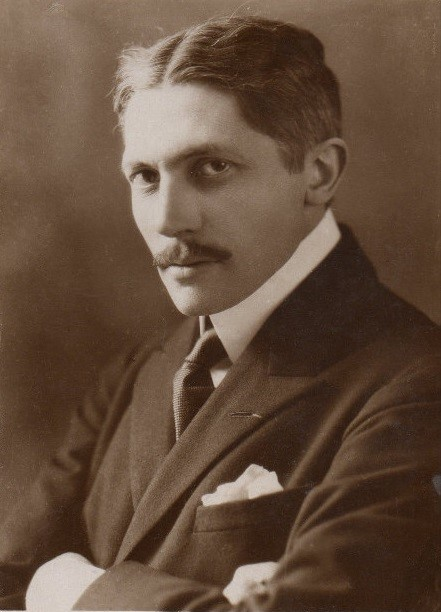
Jacques Bainville (1879-1936).

L'historien Patrice Gueniffey synthétise la pensée de Bainville ainsi :

« Si l’on voulait résumer sa conception de l’histoire, on pourrait dire que non seulement il voyait le passé vivre encore dans le présent, ce dont tout historien conviendra, mais qu’il était convaincu que le présent vivait déjà dans le passé, et dans des termes qui étaient déjà ceux du présent, ce qui, à l’évidence, ne va pas de soi. »

Selon Bainville, l'histoire est « un enchaînement perpétuel de causes et d’effets » dont la connaissance devait englober tous les siècles. Il considère que « les causes des événements pouvaient remonter aussi loin dans le temps que leurs conséquences s’étendre loin en aval ». Il n'adhère pas à l'idée d'une césure entre l'histoire moderne et l'histoire contemporaine ni même à l'idée de spécialisation qui émerge à son époque dans l'université française.
À l'inverse de Charles Maurras qui s'arroge le droit d'inventaire dans l'histoire de France, Bainville se veut plus proche de Maurice Barrès en croyant « à la continuité comme à l’unité de l’histoire nationale, Révolution française incluse ».

### Événement fondateur
L'historien Jacques Cantier constate que « Bainville semble plus sceptique sur la notion d’événement fondateur ». Par rapport à Daniel Halévy, Bainville mesure avec justesse les bouleversements induits par la Grande Guerre et les changements de perspective qui peuvent en résulter. Il se démarque en cela des historiens du XIXème siècle qui prenaient la Révolution française comme événement fondateur dont « il en découlait pour la majorité d’entre eux une historiographie optimiste dominée par l’idée de progrès ». Or, selon Bainville la guerre apparaît « comme une révolution beaucoup plus vaste et plus grave que celle de 1789 ». Le séisme de la Première Guerre mondiale permet à Bainville de relativiser l’importance de la Révolution.

« Si on ne voit plus l’histoire de France dans la seule perspective de la Révolution française, notre regard sur le passé est libéré, mais ce passé privé de sens peut apparaître incohérent. »

Bainville offre ainsi une nouvelle interprétation du temps long au regard de l’histoire capétienne.

### Vulgarisation historique
La publication des ouvrages de Louis Bertrand et de Jacques Bainville inaugure un nouveau genre littéraire : la « vulgarisation » historique. Leurs ouvrages pionniers ouvrent la voie à de nombreux historiens, étrangers au monde universitaire, qui après eux illustrèrent ce genre, de Pierre Gaxotte à André Maurois ou de Jacques Chastenet à Philippe Erlanger.
Bainville ne tombe pas dans les travers du « goût pour le pittoresque ou l’anecdotique » que cultivent certains imitateurs de la vulgarisation historique. Il cherchait d'abord à « faire comprendre aux Français qu’ayant surmonté tant d’épreuves par le passé, ils pouvaient encore garder foi dans l’avenir, à un moment où, déjà, si peu d’années après la victoire de 1918, le désenchantement qui allait marquer les années 1930 commençait à se montrer ». Chez Bainville, il n'y a pas de fatalité et son approche historique comporte une visée éminemment pédagogique.

## Diffusion
Il s'agit d'un best-seller des éditions Fayard et l’un des grands succès éditoriaux de Bainville de l’avant-guerre avec Napoléon en 1931,. L'ouvrage est publié dans la collection des « Grandes Études historiques » dont Pierre Gaxotte assume la direction. Soixante-dix mille exemplaires de l’Histoire de France auraient été vendus dès la première année. Au total, trois cents mille exemplaires de l'édition Fayard sont vendus sans comptabiliser les autres éditions. Ces chiffres de vente dépassent de loin celui des collections d'Ernest Lavisse et Charles Seignobos. C'est également un succès durable puisque c'est seulement à la fin des années 1960 que Fayard cesse de le réimprimer. 

## Critiques
Bien que royaliste, la critique salue « l’objectivité, presque l’impartialité » de son récit quitte à juger sévèrement l'attitude des émigrés pendant la Révolution française. Certains commentateurs y voient « le tour de force de précision et de concision mariées à la hauteur de vues que constituait cette vaste synthèse de l’histoire nationale ». L'historien Patrice Gueniffey souligne que les critiques contemporains saluèrent « la clarté de ses analyses, sa modestie même, pour avoir épargné à ses lecteurs l’étalage de son érudition dans des notes de bas de page, enfin, et surtout, l’habileté avec laquelle il avait su brasser une si grande masse d’informations et de faits, et lier ces périodes successives de l’histoire ».
Jacques Reboul, auteur du livre M. Bainville contre l’histoire de France publié en 1925, accuse Bainville « d’identifier la cause nationaliste à la tradition royaliste » jusqu'à masquer que les rois de France n'avaient pas toujours agi dans l'intérêt de la France et que « la République n’avait pas été plus mauvaise patriote ». Cependant, il concède à Bainville ses qualités d'auteur : « Des idées générales nouées avec vraisemblance, une unité de point de vue qui permet d’accompagner le narrateur, même si on ne l’approuve pas, enfin un sens aigu de cette contingence des faits publics, si variable selon les époques ». De même, Patrice Gueniffey salue dans le style de Bainville le don de conférer à l'histoire « familiarité, évidence et intelligibilité ».
Julien Benda critiqua sévèrement l'Histoire de France de Bainville au motif qu'elle servait absurdement la thèse que les rois de France auraient songé dès Clovis « à prévenir la guerre de 1914 ». En effet, Bainville relit l'histoire de France en fonction des relations franco-allemandes contemporaines. Il se réclame ainsi de la thèse similaire de l'historien Albert Sorel développée entre 1885 et 1904 dans son œuvre monumentale L'Europe et la Révolution française. De plus, Julien Benda voit dans la partialité du récit historique proposé un des symptômes de la trahison des clercs.
La critique universitaire est également sévère. Louis Halphen reproche à Bainville de n’utiliser que des sources de seconde main, tandis que Lucien Febvre épingle le culte du politique, les excès d’un psychologisme inspiré de Taine et les anachronismes de l’outillage mental.

Rétrospectivement, Philippe Ariès juge défavorablement cet ouvrage qu'il avait considéré d'abord comme le « bréviaire de [sa] première adolescence », n'y voyant plus qu'une « littérature qui a eu, entre les deux grandes guerres, un succès considérable : l’utilisation de l’Histoire à des fins philosophiques ou apologétiques ». Néanmoins, il reste profondément marqué par la lecture de l'Histoire de France.

« Il y avait d’autres leçons à tirer de ce livre [l’Histoire de France], et je ne les voyais pas. J’aurais pu retrouver les traces d’autres continuités moins mécaniques, plus particulières à une certaine société, des continuités infra-gouvernementales. Ainsi Bainville reconnaît-il dans Maupeou le précurseur du Comité de salut public et de Napoléon Ier, des grands centralisateurs modernes ; dans l’échec de Maupeou, l’incapacité de l’Ancien Régime à donner au pays des institutions de type moderne. Cette oscillation entre deux types d’institutions, à ce moment du temps, apparaissait bien comme une singularité de l’histoire. L’intelligence aiguë et, au fond, peu systématique du génie bainvillien multipliait, surtout pour les époques récentes, des observations collant ainsi aux choses, valables seulement une fois »

L’historien américain Eugen Weber le classe parmi les livres « plus agréables à lire qu’érudits ».

## Postérité
L’intérêt pour Bainville se maintient après la Seconde Guerre mondiale. Des historiens comme Raoul Girardet ou Philippe Ariès continuent de le citer parmi les maîtres qui ont compté pour eux, et plusieurs de ses ouvrages sont régulièrement réédités. À titre d'exemple, dans le sillage de l’école historique d’Action française, l'historien Daniel Halévy a exercé une influence moindre que celle de Bainville.
Le 6 décembre 2022, le ministre de l'Intérieur Gérald Darmanin introduit son projet de réforme de l'immigration à l'Assemblée nationale en citant les premières lignes de l'Histoire de France de Bainville,.
Le 16 janvier 2025, dans l'émission Face à l'info, Jordan Bardella déclare qu'il a lu cet ouvrage « clé pour comprendre d'où l'on vient », en commençant la politique. Il avait déjà fait référence à Jacques Bainville dans son livre autobiographique Ce que je cherche.